# Mental trötthet
Mental trötthet, hjärntrötthet (engelska: brain fog, clouding of consciousness) är medicinska termer för att beskriva extrem mental uttröttbarhet i kombination med förlångsammad återhämtning.
Mental trötthet är skild från delirium som dels ofta är övergående, dels innebär att patientens funktion är ännu mera inskränkt. Hjärndimma brukar inte ge psykotiska symptom. Tillståndet påminner delvis om, men betraktas som separat från, personlighetsförändring.
Demenssjukdomar har en komponent av hjärntrötthet, men kan också leda till personlighetsförändring, psykos eller delirium.

## Psykopatologi
Den drabbade upplever en subjektiv (metakognitiv) känsla av nedsatt mental funktion, inte sällan i termer av "dimma" eller fluktuerande tanketröghet. Psykiatern Barbara Schildkrout, lärare vid Harvard Medical School, beskrev sina egna symptom av tillfällig läkemedelsframkallad clouded consciousness som en "mental dimma", en avtrubbad medvetenhet, förlorad tidsuppfattning, distraherbarhet och opålitligt omdöme.
Utöver den typiska uttröttbarheten kan drabbade beklaga sig över glömska, en känsla av att vara förvirrad eller av en oförmåga att tänka klart.
Alla aspekter av den drabbades kognition behöver inte vara påverkade, men flera förändringar inträffar ofta parallellt: Försämrad uppmärksamhet, svårigheter att förstå och använda språk samt för individen avvikande tankeprocesser är vanliga. Perceptionsstörningar, inlärningssvårigheter och försämrad motorik rapporteras också ofta.

## Hjärntrötthet eller fatigue
De olika begreppen, exempelvis hjärntrötthet och hjärndimma, används delvis överlappande. Med hjärndimma avses ofta den omedelbara försämring av mental kapacitet som följer på en lindrig mental, eller fysisk, ansträngning medan man med hjärntrötthet också avser den varaktiga benägenheten att drabbas av hjärndimma. Hjärndimma används alltså oftare om förändringar som kan fluktuera från timme till timme, eller från dag till dag, medan tidsperspektivet för hjärntrötthet är år och tiotals år.
På samma sätt används den medicinska termen fatigue i olika kontexter med delvis överlappande betydelse. Fatigue är som begrepp överordnat och inte begränsat till mental funktion. Det inbegriper hjärndimma.
Medan termen hjärntrötthet framförallt används om ett sekvele (ett oönskat resttillstånd) efter en genomgången sjukdom, exempelvis ett slaganfall, eller ett lyckat neurokirurgiskt ingrepp, nyttjas termen fatigue främst för besvär under en akut eller kronisk sjukdoms förlopp, bland annat om mental och muskulär matthet under en cancersjukdom och dess behandling ("cancer-fatigue") där uttröttbarhet är mindre framträdande.
Andra sjukdomar med fatigue som ett vanligt, eller framträdande, symptom är sarkoidos, Multipel Skleros, Morbus Crohn, Morbus Bechterew, ME/CFS och andra reumatiska sjukdomar samt AIDS. Valet av term blir i sådana fall delvis beroende av den medicinska specialitetens praxis.

## Samsjuklighet
Mental trötthet åtföljs ofta av sömnlöshet, frekvent eller lättutlöst huvudvärk, viljelöshet, besvärande ljudkänslighet och/eller ljuskänslighet och en känslomässig labilitet (som ibland kallas "emotionell inkontinens"). Som anhörig måste man förstå att personens begränsning har en fysisk orsak och är orsakad av mental trötthet.

## Behandling
Hjärntrötthet är ett tillstånd som bara långsamt förbättras. För den drabbade blir det avgörande hur väl denne lyckas anpassa sig till sina begränsningar. Det gäller särskilt om den orsakande sjukdomen är progressiv, som vid demenssjukdomar då den mentala fatiguen förvärras successivt.
Behandling av mental trötthet med metylfenidat har enligt en studie visat sig effektiv. Man har också använt sig av en åtta veckors kurs i mindfulness med bra resultat. År 2015 pågår kliniska försök i Sverige med preparatet OSU-6162.